# Les Ulis
Les Ulis – miejscowość i gmina we Francji, w regionie Île-de-France, w departamencie Essonne.
Według danych na rok 1990 gminę zamieszkiwały 27 164 osoby, a gęstość zaludnienia wynosiła 5164 osób/km² (wśród 1287 gmin regionu Île-de-France Les Ulis plasuje się na 91. miejscu pod względem liczby ludności, natomiast pod względem powierzchni na miejscu 658.).